# Ełk (gmina)
Ełk est une gmina rurale du powiat de Ełk, Varmie-Mazurie, dans le nord de la Pologne. Son siège est la ville d'Ełk, bien qu'elle ne fasse pas partie du territoire de la gmina.
La gmina couvre une superficie de 378,61 km2 pour une population de 10 148 habitants.

## Géographie
La gmina inclut les villages de Bajtkowo, Barany, Bartosze, Białojany, Bienie, Bobry, Borecki Dwór, Borki, Brodowo, Buczki, Buniaki, Chełchy, Chojniak, Chruściele, Chrzanowo, Ciernie, Czaple, Ełk POHZ, Giże, Guzki, Janisze, Judziki, Kałęczyny, Karbowskie, Konieczki, Koziki, Krokocie, Lega, Lepaki Małe, Lepaki Wielkie, Mącze, Mąki, Maleczewo, Malinówka Mała, Malinówka Wielka, Małkinie, Miluki, Mołdzie, Mostołty, Mrozy Małe, Mrozy Wielkie, Niekrasy, Nowa Wieś Ełcka, Oracze, Piaski, Pisanica, Pistki, Płociczno, Przykopka, Przytuły, Regiel, Regielnica, Rękusy, Rostki Bajtkowskie, Rożyńsk, Ruska Wieś, Rydzewo, Rymki, Sajzy, Sędki, Siedliska, Skup, Śniepie, Sordachy, Straduny, Suczki, Szarejki, Szarek, Szeligi, Talusy, Tracze, Wityny, Woszczele, Zdedy et Zdunki.
La gmina borde les gminy de Biała Piska, Kalinowo, Olecko, Orzysz, Prostki, Stare Juchy et Świętajno.